# Lufttransport Staffel 3

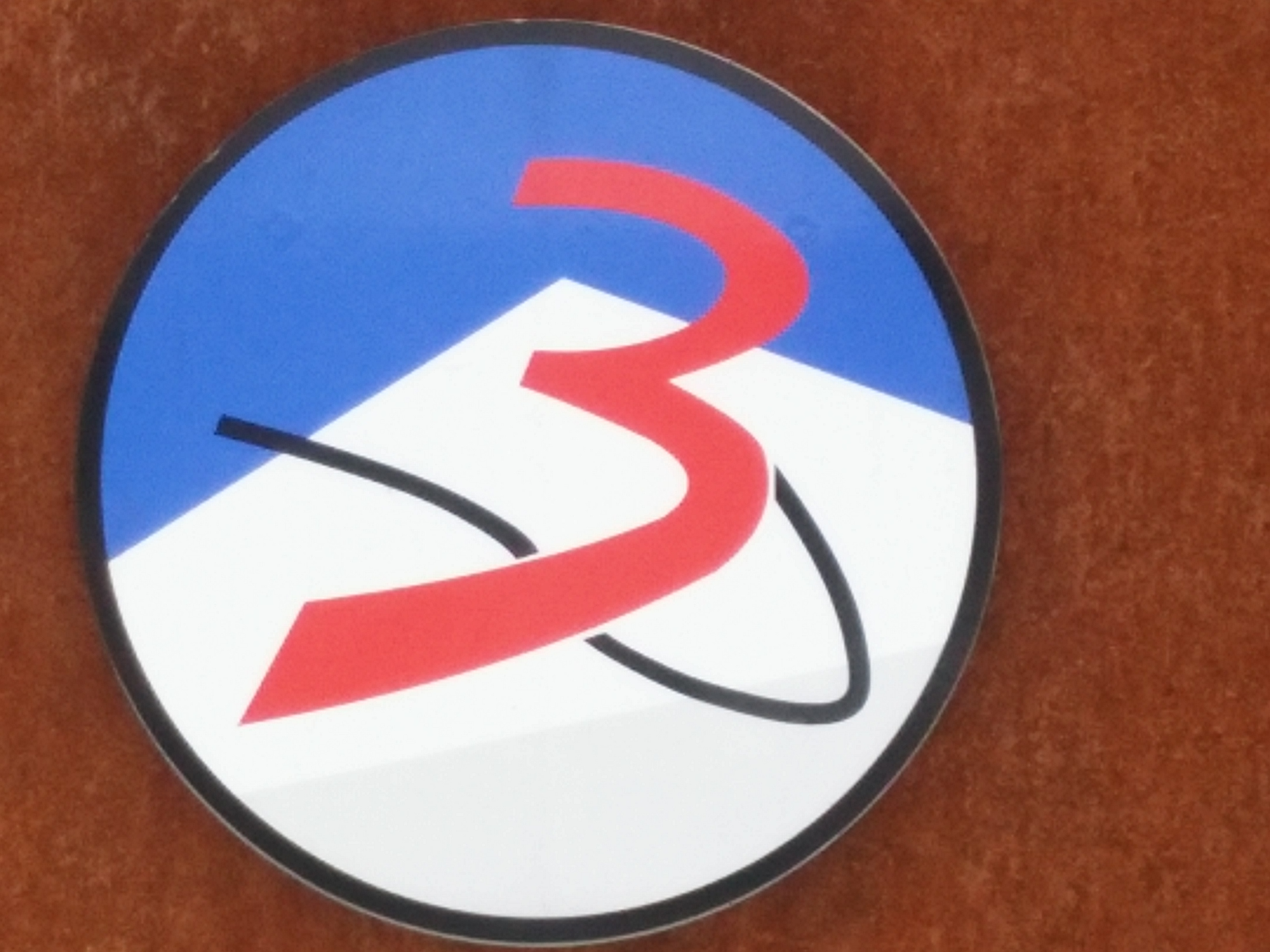
Emblem der LT St 3

Die Lufttransport Staffel 3 (LT St 3) der Schweizer Luftwaffe gehört zum Berufsfliegerkorps und untersteht zusammen mit der LT Staffel 4 dem Lufttransportgeschwader 3, das seinerseits zum Flugplatzkommando 2 beim Militärflugplatz Alpnach gehört. Die Heimatbasis der LT 3 ist der Militärflugplatz Dübendorf. Die Lufttransportstaffel 3 trägt als Wappen eine rote Ziffer 3, deren unteres Ende in eine schwarze Linie übergeht und schliesslich die Kontur eines Hubschrauberbug bildet, vor einem weissen Berg, blauem Himmel und grauem Grund. Die Tarnausführung des Wappens zeigt dasselbe Bild, jedoch in dunkelgrünen Farbtönen. Das alte Staffelabzeichen war rund mit Blauem Hintergrund unten waren mit Weiss zwei Berggipfel zu sehen, ebenfalls mit Weiss war der Rotor und der Radius des Heckrotors angedeutet. Eine weisse Linie bildet mit dem Rotor und dem Rumpfbug des roten Helikopterrumpfes die Zahl 3.

## Geschichte
Die Lufttransportstaffel wurde im Jahr 1965 gegründet. Bis 1973 nutzte die Lufttransportstaffel 3 auch das Flächenflugzeug Piper Super Cub. Von 1968 bis 1992 wurden Alouette II benutzt, die Alouette III von 1974 bis 2010. Heutzutage betreibt die Lufttransportstaffel 3 die Helikoptertypen Super Puma und EC635. Die Super Pumas kamen 2001 zur Staffel, die EC635 folgten 2010. Ihre Hauptaufgaben sind der Lufttransport zugunsten der Armeetruppen und der Warentransport an der Lastenschlinge. Weitere Aufgaben sind Such- und Rettungseinsätze. Bei Bedarf unterstützt die Lufttransportstaffel 3 ausserdem die zivilen Behörden (z. B. bei Polizeieinsätzen, im Kampf gegen Waldbrände oder bei Evakuierungen aufgrund von Lawinen) und die Grenzwacht bei Überwachungsflügen.

## Flugzeuge
- Piper Super Cub
- Alouette II
- Alouette III
- AS332M1 Super Puma
- AS532UL Cougar
- Eurocopter EC635